# Cloreto de rádio
Cloreto de rádio é o composto de fórmula química RaCl2. É um sólido branco que brilha sozinho no escuro . Com o tempo, o cloreto de rádio fica amarelado por radiólise.

## Referência
1. Curie, M.; Debierne, A. (1910). C. R. Hebd. Acad. Sci. Paris 151:523–25.